# Torresininae
Torresininae es una subfamilia de foraminíferos bentónicos de la Familia Discorbinellidae, de la Superfamilia Discorbinelloidea, del Suborden Rotaliina y del Orden Rotaliida. Su rango cronoestratigráfico abarca desde el Plioceno hasta la Actualidad.

## Clasificación
Torresininae incluye a los siguientes géneros:
- Torresina